# 와디알하야주

와디알하야주

와디알하야주(아랍어: وادي الحياة)는 리비아 중부에 위치한 주로, 주도는 우바리이며 면적은 31,890km2, 인구는 76,858명(2006년 기준)이다. 북쪽으로는 와디알샤티주, 동쪽으로는 세바주와 인접해 있으며 남쪽으로는 무르주크주, 서쪽으로는 가트주와 인접해 있다.